# Jonas Andersson (kartläsare)

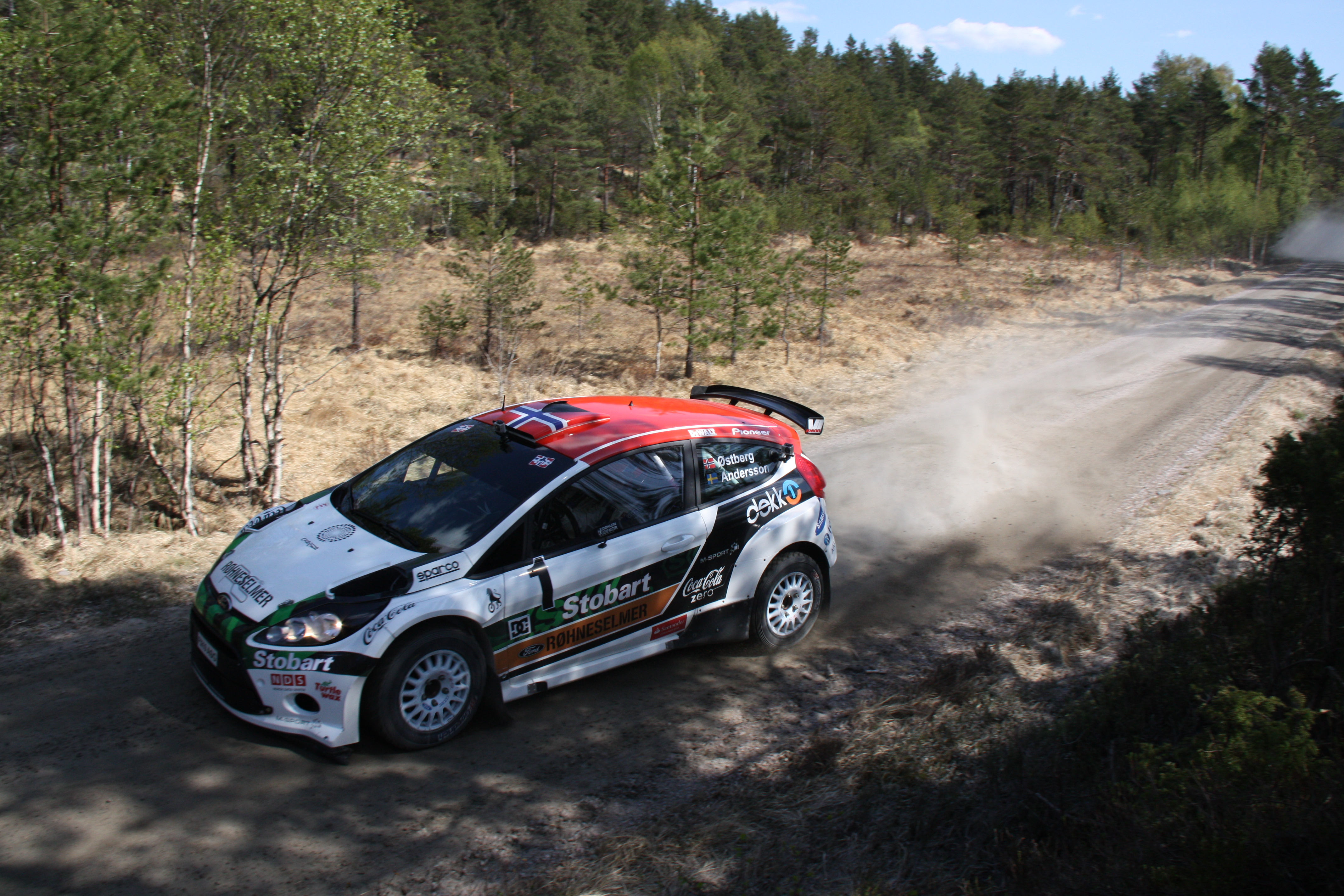
Jonas Andersson och Mads Østberg 2011.

Jonas Andersson, född 1 januari 1977 i Gunnarskog, är en svensk co-driver i rally som tävlar med Ole Christian Veiby.
Jonas Andersson debuterade i rally-VM säsongen 2002 som co-driver åt Per-Gunnar Andersson. Mellan 2009 och 2015 läste han noter åt norrmannen Mads Østberg. Tillsammans med Østberg vann Andersson sin första och hittills enda VM-tävling i Portugal 2012. Han var Pontus Tidemands co-driver och tävlade för Škoda mellan 2016 och 2018. 
Från och med 2019 är han co-driver åt norske Ole Christian Veiby.

## Vinster iWRC[2]
| Säsong | Tävling                    | Förare       | Bil             |
| ------ | -------------------------- | ------------ | --------------- |
| 2012   | Vodafone Rally de Portugal | Mads Østberg | Ford Fiesta WRC |